# Кіренки (Кезький район)
Кіре́нки (рос. Киренки) — присілок в Кезькому районі Удмуртії, Росія.
Населення — 2 особи (2010; 4 в 2002).
Національний склад станом на 2002 рік:
- росіяни — 100 %

Урбаноніми:
- вулиці — Садова